# Filip Peliwo
Filip Peliwo, né le 30 janvier 1994 à Vancouver, est un joueur de tennis professionnel canado-polonais. Il joue officiellement pour le Canada jusqu'en 2021 avant de représenter la Pologne.

## Biographie
Filip Peliwo est né à Vancouver de parents polonais, Mark et Monika. Dans sa famille, il est le seul des trois frères et sœurs à n’être pas né en Pologne. Il s’entraine à Montréal au Centre national d’entrainement.
En 2012, Filip Peliwo atteint toutes les finales des tournois du Grand Chelem juniors. Il échoue une première fois à l’Open d’Australie face au no 1 mondial, Luke Saville, puis obtiendra le même résultat à Roland-Garros contre le Belge Kimmer Coppejans. Il faudra attendre le tournoi de Wimbledon, pour que Peliwo remporte son 1er tournoi du Grand Chelem, en battant le tenant du titre Luke Saville (7-5, 6-4). Il s’empare dans la foulée de la 1re place du classement junior. Sa victoire lors du tournoi junior de Wimbledon fait de lui le premier homme canadien à avoir remporté un tournoi du Grand Chelem, toutes catégories d’âge confondues, et le deuxième ressortissant de son pays à avoir accompli pareille performance, vingt-quatre heures à peine après la victoire de sa compatriote Eugenie Bouchard en simple filles. Début septembre, il gagne l’US Open face au Britannique Liam Broady (6-2, 2-6, 7-5). Il est logiquement sacré champion du monde junior en fin d'année. Après ce titre, il décide se lancer au niveau professionnel.
Il a gagné deux matchs sur le circuit principal, le premier à Montréal en 2013 après l'abandon de Jarkko Nieminen et le second à Casablanca en 2014 contre Filippo Volandri.
Il est sélectionné en équipe du Canada de Coupe Davis pour le quart de finale contre la Belgique en 2015 en remplacement de Milos Raonic et Vasek Pospisil, tous deux blessés.
Peliwo réalise sa meilleure saison en 2017, remportant six tournois Futures ainsi qu'un Challenger en novembre à Knoxville en défaisant Denis Kudla. Il est aussi finaliste à Jérusalem en 2019 et a perdu trois demi-finales. En double, il compte un titre acquis à Zhuhai en 2023 pour deux finales perdues.
En 2022, il décide de représenter désormais la Pologne en compétition.

## Parcours dans les tournois duGrand Chelem

### En simple
| Année | Open d'Australie | Open d'Australie | Internationaux de France | Internationaux de France | Wimbledon | Wimbledon      | US Open | US Open           |
| ----- | ---------------- | ---------------- | ------------------------ | ------------------------ | --------- | -------------- | ------- | ----------------- |
| 2013  | —                | —                | —                        | —                        | Q2        | Denis Kudla    | —       | —                 |
| 2014  | Q1               | Ruben Bemelmans  | —                        | —                        | —         | —              | —       | —                 |
| 2018  | Q1               | Cameron Norrie   | Q1                       | Constant Lestienne       | Q1        | Ernests Gulbis | Q1      | Marcel Granollers |

N.B. : à droite du résultat se trouve le nom de l'ultime adversaire.

## Parcours dans lesMasters 1000
| Année | Indian Wells | Miami | Monte-Carlo | Madrid | Rome | Canada                 | Cincinnati | Shanghai | Paris |
| ----- | ------------ | ----- | ----------- | ------ | ---- | ---------------------- | ---------- | -------- | ----- |
| 2013  | —            | —     | —           | —      | —    | 2e tour D. Istomin     | —          | —        | —     |
| 2015  | —            | —     | —           | —      | —    | 1er tour S. Stakhovsky | —          | —        | —     |

N.B. : sous le résultat se trouve le nom de l’ultime adversaire.